# Termitomyces robustus
Termitomyces robustus är en svampart som först beskrevs av Beeli, och fick sitt nu gällande namn av Roger Heim 1951. Termitomyces robustus ingår i släktet Termitomyces och familjen Lyophyllaceae.   Inga underarter finns listade i Catalogue of Life.